# 帕特莫斯 (阿肯色州)
帕特莫斯（英語：Patmos）是一個位於美國阿肯色州亨普斯特德縣的市鎮。

## 地理
帕特莫斯的座標為33°30′45″N 93°34′07″W / 33.51250°N 93.56861°W，而該地的平均海拔高度為100米（即328英尺）。

## 人口
根據2020年美國人口普查的數據，帕特莫斯的面積為0.29平方千米，皆為陸地。當地共有人口57人，而人口密度為每平方千米196人。